# ارين كانو
ارين كانو (بالإنجليزية: Warren Kanu)‏ (1983 بفريتاون في سيراليون - ) هو لاعب كرة قدم سيراليوني في مركز الوسط. شارك مع منتخب سيراليون لكرة القدم. أما مع النوادي، فقد لعب مع Mighty Blackpool F.C. ‏ وKüçük Kaymaklı Türk S.K. ‏ وBostancı Bağcıl S.K. ‏ وCleveland City Stars ‏.

## وصلات خارجية
- ارين كانو على موقع قاعدة بيانات كرة القدم.إي يو (الإنجليزية)
- ارين كانو على موقع ناشيونال فوتبول تيمز (الإنجليزية)